# Neritos leucoplaga
Neritos leucoplaga là một loài bướm đêm thuộc phân họ Arctiinae, họ Erebidae.